# Муртазіна Шаура Мусівна
Шаура Мусівна Муртазіна (башк. Шәүрә Муса ҡыҙы Мортазина; нар. 22 липня 1925, Москва — пом. 22 лютого 2002, там же) — башкирська театральна режисерка, театральний педагог. Заслужений діяч мистецтв Російської РФСР (1970) і Башкирської АРСР (1955).

## Біографія
Муртазіна Шаура Мусівна народилася 22 липня 1925 року в Москві. Її батько, Муса Муртазін був комбригом, учасником громадянської війни в Росії і державним діячем Башкирської АРСР.
Шаура Мусівна в 1948 році закінчила ГІТІС (педагоги — А. М. Лобанов, В. Я. Судаков). Під час навчання відвідувала творчі майстерні професорів Василя Сахновського та Олексія Дикого.
Після закінчення ГІТІСУ і до 1972 року працювала режисером Башкирського академічного театру драми, в 1962—1966 роках викладала в Уфимському училищі мистецтв, у 1968—1970 роках працювала завідувачем кафедри режисури та майстерності актора в Уфимському училищі мистецтв. Після відходу з БАТД деякий час керувала театром в Ялті. Потім переїхала жити до Москви.
Серед учнів Шаури Муртазіної народний артист Російської Федерації Є. В. Смирнов, заслужені артисти Башкирської АРСР Р. А. Устинова, А. Х. Шаріпова тощо.

### Постановки в театрі
Під її керівництвом у різних театрах поставлено понад 100 вистав.
- У Башкирському академічному театрі драми: «Оло мөхәббәт» («Велика любов») за твором Г. Березко (1948), «Утлы өйөрмә» («Вогняний вихор») А. М. Мірзагітова, «Бер мөхәббәт яҙмышы» («Доля однієї любові») І. А. Абдулліна, «Рәйсә» («Райса») Н. Асанбаєва, «Онотма міні, ҡояш!» («Не забувай мене, сонце!») А.Х. Абдулліна, «Ай тотолган тондэ» («У ніч місячного затемнення») М. Каріма. «Хәйләкәр бисәләр» («Віндзорські пересмішниці»), «Ромео һәм Джульєтта» («Ромео і Джульєтта») і «Макбет» В. Шекспіра, «Урлау» («Крадіжка») Дж. Лондона, «Аҡсарлаҡ» («Чайка»), «Ваня ағай» («Дядя Ваня») А. П. Чехова, «Мөхәммәт» («Магомет») Вольтера, «Бер ғаилә яҙмышы» («Історія однієї сім'ї») за п'єсою «Чудеса в вітальні» Д. Лоусона.
- В Театрі опери і балету м. Уфа — опера «Дауыл»[2].

## Визнання і нагороди
- Заслужений діяч мистецтв Російської РФСР (1970) і Башкирської АРСР (1955).
- Державна премія Російської РФСР ім. К. С. Станіславського (1967)
- Премія комсомолу Башкирії імені Г. Саляма — за постановку вистави за п'єсою Мустая Каріма «У ніч місячного затемнення» (1967)
- Орден «Знак Пошани» (1957).

## Пам'ять
У 2008 році в Уфі на будинку по вулиці Леніна, 72, де жила Шаура Муртазіна відкрита меморіальна дошка.